# Blauet
|  | Per a altres significats, vegeu «Blauet (desambiguació)». |

El blauet comú (o simplement blauet o blavet al País Valencià), blavenca, arner, dormissó, martinet, terrola a les Balears (reiet en solsoní) (més noms populars) (Alcedo atthis) és un moixó no passeriforme que és el més acolorit d'entre els ocells aquàtics, presenta una dieta principalment ictiòfaga, nidifica en forats excavats en talussos terrosos vora l'aigua i és força sensible a l'estat dels corrents fluvials i masses d'aigua. És un moixó de l'ordre dels coraciformes i de la família dels alcedínids. La subespècie dita martí pescaire, martí pescador, martinet al País Valencià, reiet (Urgell, País Valencià) o botiguer (Alcedo atthis ispida) és molt coneguda.

## Morfologia
La coloració és de les més vistoses i cridaneres de l'avifauna catalana i consisteix fonamentalment en un contrast entre el dors turquesa i el dessota rogenc amb la gola blanca. El bec dels mascles és completament negre i les femelles presenten una coloració vermellosa en la zona proximal inferior i les potes que no presenten escates dures són vermelles.
El seu aspecte és rodanxó rematat per un bec extraordinàriament llarg i punxegut, amb ales arrodonides i cua molt curta. La seua morfologia fusiforme i aerodinàmica està especialment capacitada per a penetrar rabent a l'aigua des d'una certa altura per tal de caure de forma precisa sobre peixos i diversos animalons aquàtics. El bec robust i poderós, i en forma de punyal, constitueix una eina fonamental en el procés, perfectament adient per a penetrar l'aigua sense resistència i alhora immobilitzar fermament les esmunyedisses preses.

## Ecologia
S'alimenta fonamentalment de peixos i alevins i, en menys mesura, d'artròpodes aquàtics i llurs larves.

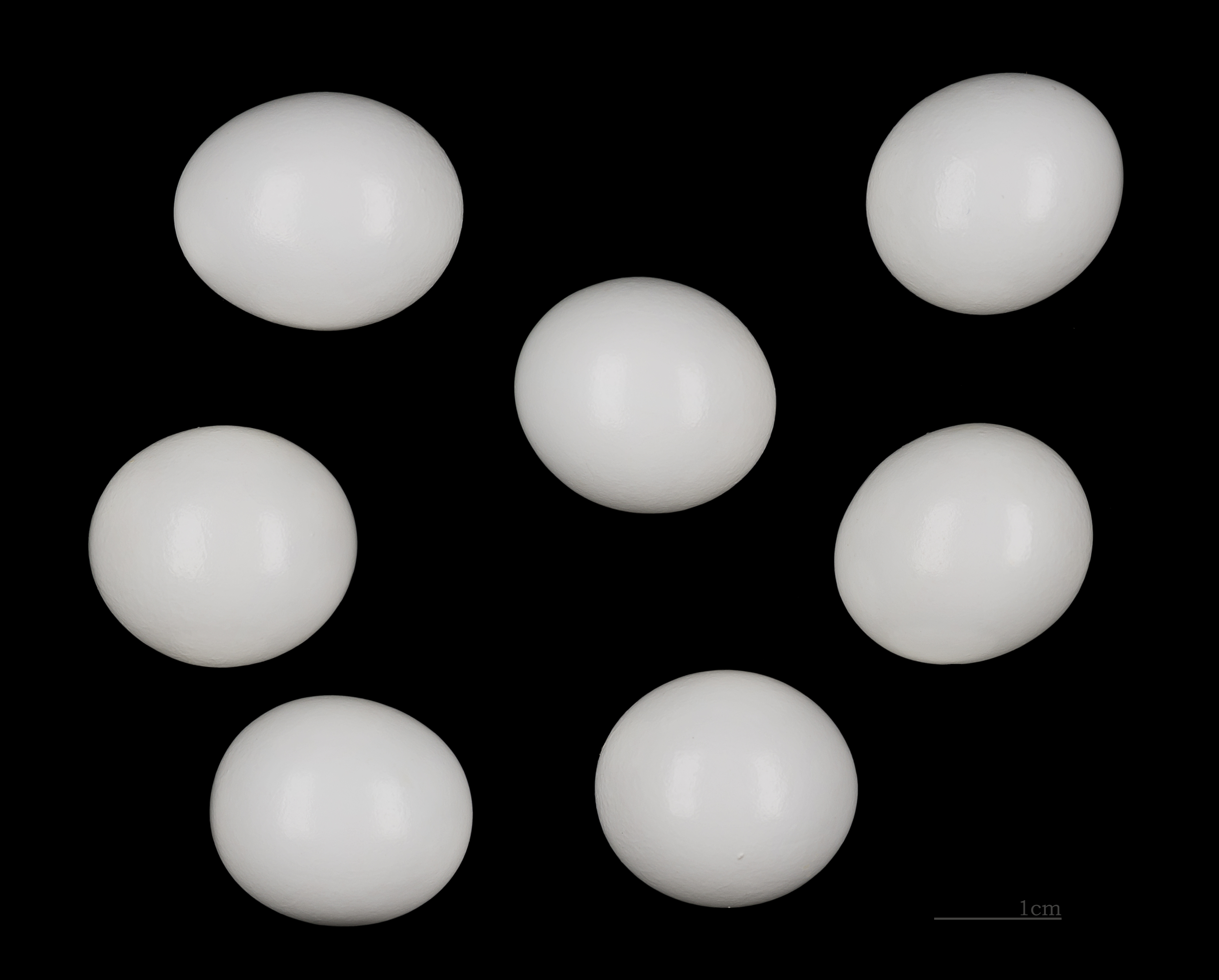
Alcedo atthis

És un ocell no gaire abundant com a reproductor als Països Catalans i que sembla que en els darrers anys ha sofert una acusada davallada, gens aliena al grau de contaminació de les aigües i al paral·lel ús de pesticides.
En talussos terrosos excava una galeria profunda (de fins a un metre de longitud) acabada en una cambra més ampla, majoritàriament vora l'aigua, on pot fer dues postes anuals.
Tot i que hi ha una població reproductora i probablement sedenària arreu dels Països Catalans, és en l'època de pas i de dispersió postgenerativa quan és més abundant, essent llavors quan es pot observar allunyada dels corrents fluvials.

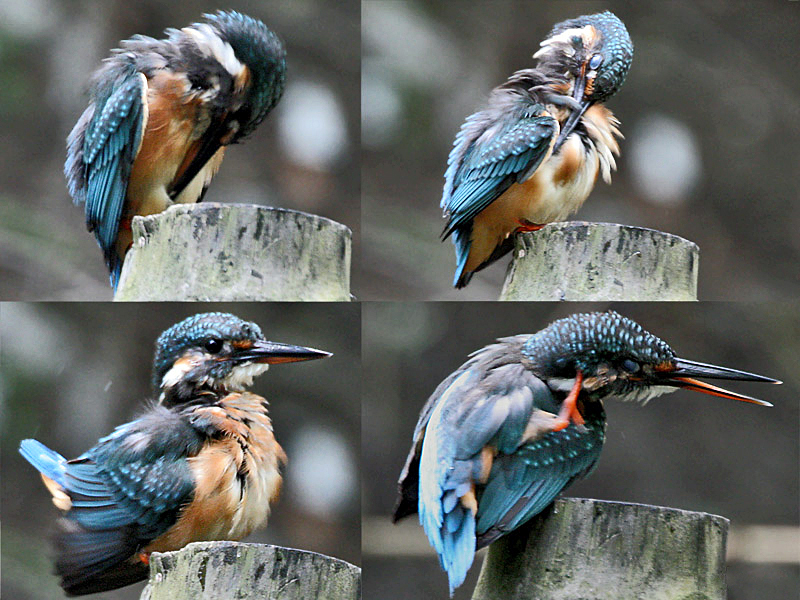
Blauet de Bengala Occidental, Índia.